# ترونی ۱۲۹۹۹

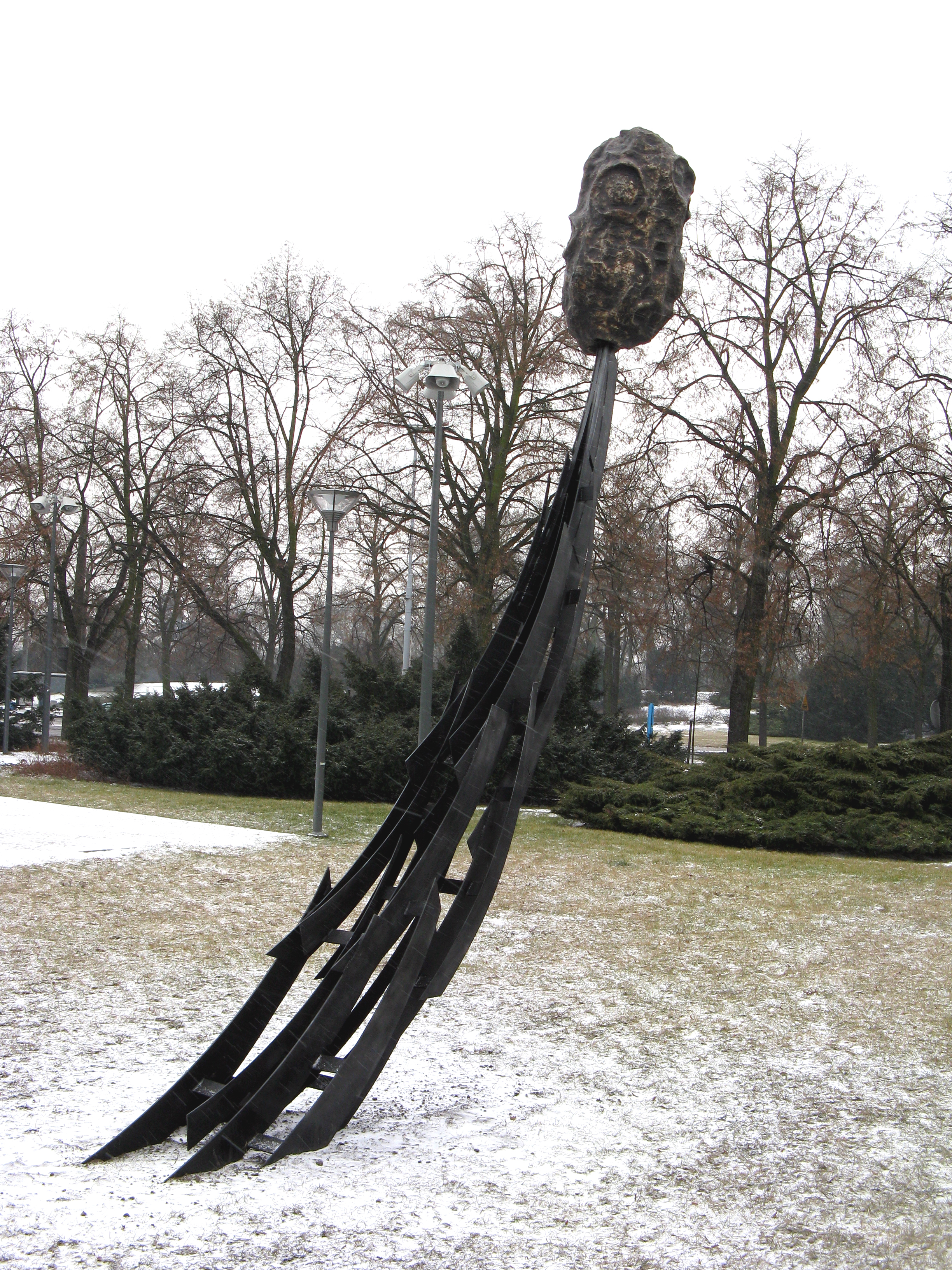
بنای یادبود سیارک ترونی ۱۲۹۹۹ در تورون – ۲۰۰۹

سیارک ۱۲۹۹۹ (به انگلیسی: 12999 Torun، نامگذاری:1981QJ2) دوازده هزار و نهصد و نود و نهمین سیارک کشف شده‌است که در ۳۰ اوت ۱۹۸۱ کشف شد.
قدر مطلق سیارک برابر ۲۲٫۴ است.